# Claudio Mezzadri
Pour les articles homonymes, voir Mezzadri.
Claudio Mezzadri, né le 10 juin 1965 à Locarno, est un ancien joueur de tennis professionnel suisse.

## Palmarès

### Titre en simple messieurs
| No | Date       | Nom et lieu du tournoi | Catégorie | Dotation  | Surface      | Finaliste  | Score    |  |
| -- | ---------- | ---------------------- | --------- | --------- | ------------ | ---------- | -------- |  |
| 1  | 14-09-1987 | Geneva Open, Genève    |           | 231 000 $ | Terre (ext.) | Tomáš Šmíd | 6-4, 7-5 |  |

### Finale en simple messieurs
| No | Date       | Nom et lieu du tournoi                           | Catégorie    | Dotation  | Surface      | Vainqueur          | Score    |  |
| -- | ---------- | ------------------------------------------------ | ------------ | --------- | ------------ | ------------------ | -------- |  |
| 1  | 04-05-1992 | US Men's Clay Court Championship, Charlotte (NC) | World Series | 225 000 $ | Terre (ext.) | MaliVai Washington | 6-3, 6-3 |  |

### Titres en double messieurs
| No | Date       | Nom et lieu du tournoi                       | Catégorie       | Dotation  | Surface         | Partenaire      | Finalistes                  | Score         |  |
| -- | ---------- | -------------------------------------------- | --------------- | --------- | --------------- | --------------- | --------------------------- | ------------- |  |
| 1  | 23-03-1987 | Open de Lorraine Nancy                       |                 | 89 400 $  | Moquette (int.) | Ramesh Krishnan | Grant Connell Larry Scott   | 6-4, 6-4      |  |
| 2  | 02-11-1987 | Open de Paris-Bercy Paris                    | GP World Series | 700 000 $ | Moquette (int.) | Jakob Hlasek    | Scott Davis David Pate      | 7-6, 6-2      |  |
| 3  | 19-06-1989 | Tournoi de tennis de Bari Bari               |                 | 93 400 $  | Terre (ext.)    | Simone Colombo  | Sergio Casal Javier Sánchez | 0-6, 6-3, 6-3 |  |
| 4  | 21-08-1989 | Tournoi de tennis de Saint-Marin Saint-Marin |                 | 93 400 $  | Terre (ext.)    | Simone Colombo  | Pablo Albano Gustavo Luza   | 6-4, 6-1      |  |

### Finales en double messieurs
| No | Date       | Nom et lieu du tournoi                      | Catégorie           | Dotation  | Surface      | Vainqueurs                  | Partenaire     | Score         |  |
| -- | ---------- | ------------------------------------------- | ------------------- | --------- | ------------ | --------------------------- | -------------- | ------------- |  |
| 1  | 29-09-1986 | Tournoi de tennis de Sicile Palerme         |                     | 100 000 $ | Terre (ext.) | Paolo Canè Simone Colombo   | Gianni Ocleppo | 7-5, 6-3      |  |
| 2  | 13-04-1987 | Nice International Open Nice                | GP World Series     | 89 400 $  | Terre (ext.) | Emilio Sánchez Sergio Casal | Gianni Ocleppo | 6-4, 6-3      |  |
| 3  | 27-04-1987 | German International Championships Hambourg | Championship Series | 300 000 $ | Terre (ext.) | Miloslav Mečíř Tomáš Šmíd   | Jim Pugh       | 4-6, 7-6, 6-2 |  |
| 4  | 12-09-1988 | Trofeo Conde de Godó Barcelone              |                     | 372 500 $ | Terre (ext.) | Sergio Casal Emilio Sánchez | Diego Pérez    | 6-4, 6-3      |  |
| 5  | 02-10-1989 | Ebel Swiss Indoors Bâle                     |                     | 361 000 $ | Dur (int.)   | Udo Riglewski Michael Stich | Omar Camporese | 6-3, 4-6, 6-0 |  |